# 奥运争光计划
奥运争光计划是中华人民共和国政府针对其竞技体育状况，为推进其竞技体育水平，制定并实施的发展计划。它是一个完整的计划体系，包含了纲要和具体实施计划。第一个奥运争光计划纲要在1995年由国家体委（现国家体育总局）发布，着眼于20世纪末几年该国竞技体育的发展；之后该机构又分别于2002年和2011年发布了针对2000年代和2010年代的相应纲要。